# Parc Cwm

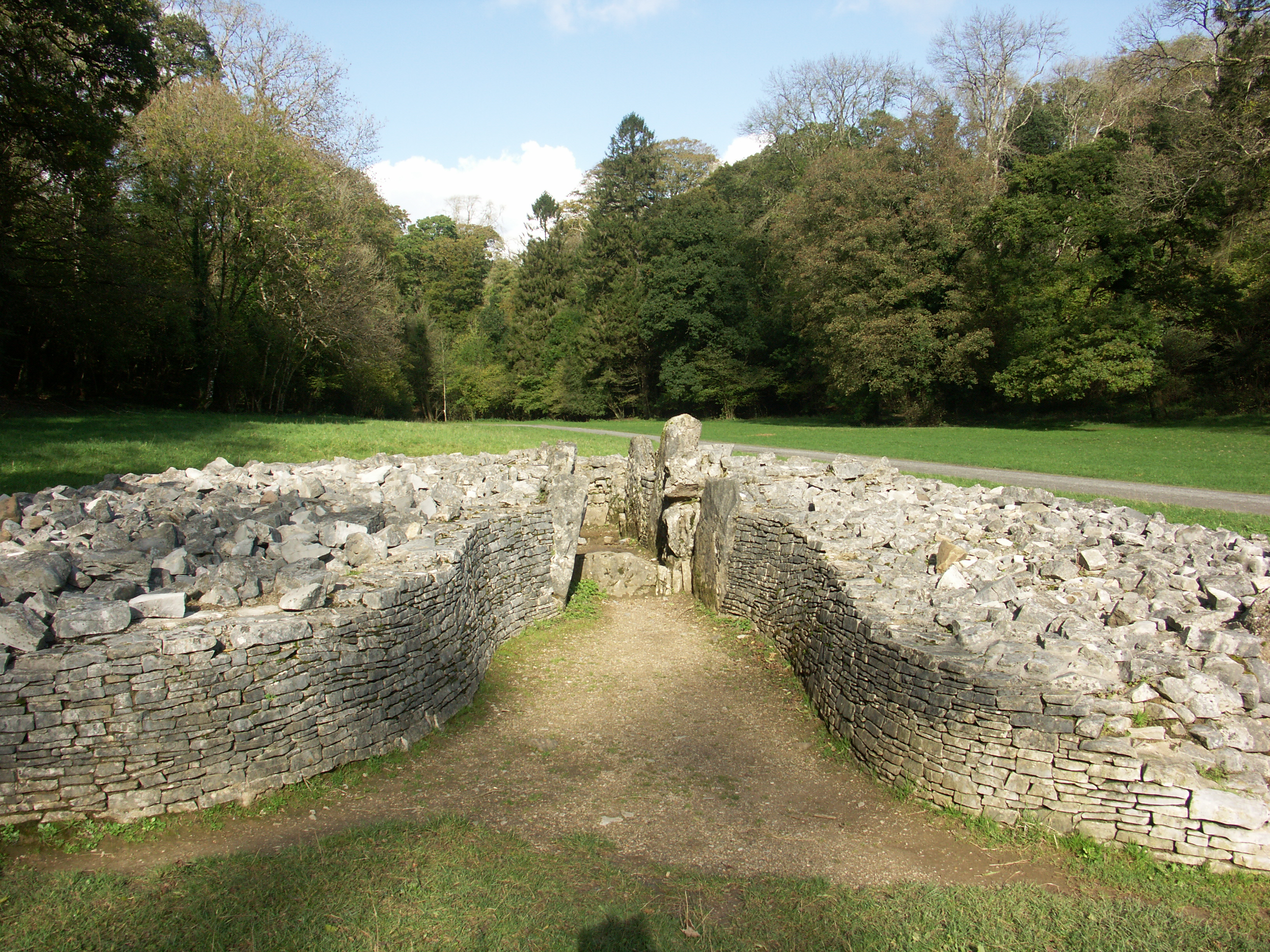
Parc le Breos o Parc Cwm.

El montículo de Parc Cwm (en galés carn hir Parc Cwm) o cámara mortuoria de Parc le Breos (en galés siambr gladdu Parc le Breos) es un conjunto megalítico prehistórico de tipo long barrow (túmulo alargado) construido entre el IV y principios del III milenio a. C. en la actual península de Gower, 13 km al oeste de Swansea (Gales, Reino Unido). 
El crómlech fue descubierto por azar en 1869. Una excavación arqueológica reveló que contenía restos de por lo menos cuarenta personas, huesos de animales y cerámica. 
La datación por radiocarbono ha mostrado que la tumba fue utilizada entre 300 y 800 años.